# 武店镇
武店镇，是中华人民共和国安徽省滁州市凤阳县下辖的一个镇。

## 行政区划
武店镇下辖以下地区：
武店社区、林场村、灵泉村、武店村、王湖村、搬井村、南场村、丁圩村、耿陆村、於陆村、山王村、新光村、金淮村、后庄村、西圩村、大街村、路西村、山马村、四杜村、前郢村、楼店村、沙涧村、马圩村、桥西村、却巷村和赵拐村。